# Украјински национални фолклорни ансамбл Павла Вирског
Украјински национални фолклорни ансамбл Павла Вирског (укр. Національний заслужений академічний ансамбль танцю України імені Павла Вірського), познат и скраћено као Вирски, је украјинска плесна компанија позната по свом иновативном приступу уметничкој форми.

## Историјат
Украјински национални фолклорни ансамбл су 1937. године основали Павло Вирски и Микола Болотов, а Вирски га је водио до своје смрти 1975. Током Другог светског рата, Вирски је наступао за војнике на фронту. Циљ му је био да створи плесове који обухватају историјске украјинске плесне традиције, као и плесове који су иновативни и напредни. 
Године 1980. је уметничко вођство компаније преузео Мирослав Вантух, који је био Вирскијев ученик.

## Репертоар

### Кореографија Павла Вирског
- My Z Ukrainy
- Povzunets, козачка комедија
- Oi, Pid Vishneiu
- Zaporozhtsi, национални украјински плес Козака
- Vyshyvalnytsi
- Moriaky
- Hopak

### Кореографија Мирослава Вантуха
- Carpathians
- Tambourine Dance
- The Years of Youth
- In Peace and Harmony
- Russian Suite
- Ukraino, moya Ukraino
- Tsygansky, ромски плес
- The Volyn Patterns
- Kozachok